# Blodpyton
Blodpyton (Python brongersmai) är en pytonorm som förekommer på Malackahalvön och östra Sumatra i Sydöstasien. Den beskevs 1938 av Stull som en underart och gavs då det vetenskapliga namnet Python curtus brongersmai, men senare har den även getts status som egen art (enligt Pauwels et al. 2000).
Blodpytonen är i förhållande till sin längd en kraftig pytonorm. Honorna kan bli upp mot 2,6 meter långa och en så stor hona kan väga över 14 kilogram. Dock når de flesta individer inte upp till den storleken, utan mer vanligt är att de är något mindre. Hanarna är vanligen mindre än honorna.
Färgteckning är varierande och går från ljust gråaktiga till mörkare gråaktiga, gulaktiga, brunaktiga och rödbrunaktiga nyanser och mönstringen innefattar både rundade och utsträckta oregelbundna fläckar. Det förekommer att blodpytonen hålls i fångenskap och för detta ändamål är individer med den mest rödaktiga färgen vanligen de mest eftertraktade.
Som andra pytonormar saknar blodpytonen gift. Den jagar genom att lägga sig i bakhåll för sina byten, som främst består av olika mindre däggdjur, främst gnagare, men den kan även ibland ta hönsfåglar.